# Tom Taylor
Thomas Sylvester "Tom" Taylor (Galt, Ontario, 4 de desembre de 1880 - Winnipeg, Manitoba, 15 d'agost de 1945) va ser un futbolista canadenc que va competir a principi del segle xx. Va prendre part en els Jocs Olímpics d'Estiu de 1904 de Saint Louis, on guanyà la medalla d'or en la competició de futbol com a membre del Galt F.C., que representava el Canadà. Amb tres gols fou el màxim golejador de la competició, igualat amb el seu compatriota Alexander Hall.
Amb el Galt F.C. guanyà l'Ontario Cup entre 1901 i 1903.